# Maxim Nikolajewitsch Sokownin
Maxim Nikolajewitsch Sokownin (russisch Максим Николаевич Соковнин; * 13. September 1975) ist ein früherer russischer Biathlet.
Maxim Sokownin hatte nur einen größeren Einsatz auf internationaler Ebene, als er bei den erstmals durchgeführten Skiroller-Wettbewerben bei den Sommerbiathlon-Weltmeisterschaften 2006 in Ufa teilnahm. Im Sprint wurde er Neunter, im Verfolgungsrennen konnte er sich trotz vier Schießfehlern stark verbessern und gewann hinter seinem Landsmann Maxim Tschudow und dem Polen Krzysztof Pływaczyk die Bronzemedaille.